# Beasáin
Beasáin (oficialmente en euskera: Beasain) es un municipio de la comarca del Goyerri en la provincia de Guipúzcoa (País Vasco), España. Tiene una población de 13 965 habitantes.

## Toponimia
Algunos prestigiosos filólogos como Koldo Mitxelena y Julio Caro Baroja opinan que el nombre de Beasáin (y de otras localidades como Barásoain o Berástegui) están ligados con el nombre vasco medieval Beraxa, ampliamente documentado, siendo por tanto Beasáin un antropónimo. Koldo Mitxelena citaba además el ejemplo de un documento medieval en el que aparecía una persona de Berástegui que se llamaba Beraxa. Mitxelena iba más lejos y pensaba que dicho nombre estaba relacionado con la palabra vasca beratz, que en euskera significa 'blando'. Según esta hipótesis, beraxa o beratza significaría 'el blando', 'el flojo', y sería una especia de mote. 
En el caso de Beasáin el topónimo estaría originado por un patronímico (en este caso Beraxa) y el sufijo latino -anus, siendo el topónimo original Beraxanus, que fue derivando hasta el actual Beasáin. Esta conversión del sufijo latino -anus en -ain, muy frecuente en la zona vasco-navarra, es una teoría que tuvo asimismo como defensores a Koldo Mitxelena y Julio Caro Baroja.
Ha existido cierta vacilación histórica a la hora de escribir el nombre de la localidad, por las diversas formas posibles de acentuarlo. Así, según el INE, durante el siglo XIX fueron oficiales las formas Beásain (Be-á-sa-in) y Beasáin (Be-a-sáin); en el censo de 1897 se cambió a Beasain (Be-á-sain), aunque en el censo de 1930 se escribió con tilde dos veces.
Tanto en vasco como en español el topónimo se pronuncia con el acento en la última sílaba, cuyas vocales forman un diptongo, nunca un hiato: [be-a-'saɪn]. Por eso en español se escribe el nombre de la localidad con tilde: Beasáin; en cambio en vasco se escribe Beasain, ya que este idioma no usa tildes. 

## Geografía
Integrado en la comarca de Goyerri, se sitúa a 43 kilómetros de la capital donostiarra. El término municipal está atravesado por la autovía del Norte N-I entre los pK 418 y 419, así como por la autovía A-636, que permite la comunicación con Vergara, y las carreteras provinciales GI-2120, que comunica con Lazcano, y la GI-2635, que comunica con Azpeitia. 
El relieve del municipio es accidentado, sobre todo por el norte, donde los montes ocupan la mayor parte del territorio, contando con muchos arroyos. Por el sur el terreno está ocupado por el valle del río Oria, en cuya orilla se alza el pueblo a 158 metros sobre el nivel del mar. Destacan los montes Murumendi (868 m), Zormendi (744 m) y Usurbe (703 m). La altitud oscila entre los 868 m de Murumendi y los 150 m en la ribera del río Oria.
| Noroeste: Azpeitia                | Norte: Azpeitia y Beizama | Nordeste: Beizama e Isasondo |
| Oeste: Itsaso                     |                           | Este: Villafranca de Ordizia |
| Suroeste: Ormáiztegui e Idiazábal | Sur: Olaberría            | Sureste: Lazcano             |

## Demografía
Beasáin cuenta con una población de 13 961 habitantes (INE 2024).
| Gráfica de evolución demográfica de Beasáin entre 1842 y 2021 |
| |
| Población de derecho según los censos de población del INE Población de hecho según los censos de población del INEEntre el censo de 1887 y el anterior, crece el término del municipio porque incorpora a Gudugarreta Entre el censo de 1930 y el anterior, crece el término del municipio porque incorpora a Astigarreta |

## Economía
La economía de Beasáin gira en torno a la industria metalmecánica. Entre sus empresas destacan las siguientes:
- CAF, S.A.: Construcciones y Auxiliar de Ferrocarriles.
- Fundiciones del Estanda, S.A.: fundición.[6]
- Indar Electric, S.L. e Indar Máquinas Hidráulicas, S.L. (desde 1997 parte del grupo Ingeteam): generadores, motores y bombas sumergibles.[7]
- GH Cranes & Components (anteriormente: Industrias Electromecánicas G.H., S.A.): fabricación de polipastos, puente-grúas y otra maquinaria de elevación.[8]

## Administración y política
| Partido político                                              | 2023  | 2023       | 2019  | 2019       | 2015  | 2015       | 2011  | 2011       | 2007       | 2007       |
| Partido político                                              | %     | Concejales | %     | Concejales | %     | Concejales | %     | Concejales | %          | Concejales |
| Euzko Alderdi Jeltzalea-Partido Nacionalista Vasco (EAJ-PNV)  | 47    | 9          | 50,75 | 10         | 47,34 | 9          | 30,92 | 6          | 33,96      | 6          |
| Euskal Herria Bildu (EH Bildu)-Bildu                          | 29,71 | 5          | 30,32 | 5          | 30,52 | 6          | 31,63 | 6          | —          | —          |
| Partido Socialista de Euskadi-Euskadiko Ezkerra (PSE-EE PSOE) | 11,14 | 2          | 13,78 | 2          | 14,96 | 2          | 13,98 | 2          | 25,76      | 5          |
| Podemos-IU                                                    | 8,14  | 1          | —     | —          | —     | —          | —     | —          | —          | —          |
| Partido Popular del País Vasco (PP)                           | 1,89  | 0          | 2,35  | 0          | 3,38  | 0          | 6,04  | 1          | 8,77       | 1          |
| Hamaikabat (H1!)                                              | —     | —          | —     | —          | —     | —          | 7,50  | 1          | —          | —          |
| Aralar                                                        | —     | —          | —     | —          | —     | —          | 5,18  | 1          | 12,52      | 2          |
| Ezker Batua-Berdeak (EB-B)                                    | —     | —          | —     | —          | —     | —          | 2,94  | 0          | Con Aralar | Con Aralar |
| Eusko Alkartasuna (EA)                                        | —     | —          | —     | —          | —     | —          | —     | —          | 16,36      | 3          |

## Cultura

### Entidades culturales
- ASMUBE: Asociación de mujeres de Beasáin

### Organismos oficiales
- SEPE: Servicio Público de Empleo Estatal. Plaza Guipúzcoa 1 (antiguo matadero)
- CAISS: Centro de atención e información de la Seguridad Social. Plaza de Guipúzcoa 1 (antiguo matadero)

### Deporte
Beasáin cuenta con el club de fútbol S.D. Beasáin.